# Perles (Fígols i Alinyà)
Perles és un nucli de població del municipi de Fígols i Alinyà, a l'Alt Urgell. A 780 m sobre el nivell del mar. Si us hi fixeu veureu que està edificada damunt d'una elevació, tots els indicis ens fan pensar que en aquell lloc hi havia el Castell dels Templers, que hi van viure fins al 1319, any en què el Papa Climent VII en va decretar la dissolució i per això els fogatges de 1497 i 1553 parlen encara del Castell de Perles. Quan es va produir la dissolució, aquests indrets restaren deshabitats al llarg d'uns 100 anys. No va ser fins que es van començar a explotar els boscos que no es va repoblar la zona, i llavors la casa comtal de Cardona, propietària dels terrenys, no deixava edificar arran dels boscos, per això i per l'existència del castell templer, la gent que va anar arribant es va establir a Perles. Actualment té 16 habitants. Es troba aigua avall d'Alinyà, a la dreta del riu Perles. S'hi pot trobar l'església de Sant Romà, envoltada pel cementiri. Sobre un tossal a 1.178 metres d'altitud hi ha la capella de Sant Ponç d'Alinyà i al sud, prop del Coll de Boix, hi ha la capella romànica de Santa Pelaia.